# Tan An
Tan An (på vietnamesiska Tân An) är en stad i Vietnam och är huvudstad i provinsen Long An. Folkmängden uppgick till 132 570 invånare vid folkräkningen 2009, varav 98 157 invånare bodde i själva centralorten.